# 就是字
justfont（公司登記名稱為就是字股份有限公司，又稱justfont就是字）是一個臺灣中文網頁字型服務公司，justfont 服務於2012年正式推出，公司理念是「讓台灣擁有更好的文字風景」，並投入字型的推廣教育及相關人才的培養。

## 发展历程
justfont一開始的本業，是由創辦人Michael（葉俊麟）在2010年一手開發的「中文雲端字型服務」。由於臺灣民眾對此不求甚解，2012年中，justfont決心投入字型知識教育，成立「字戀」粉絲團及舉辦「字戀小聚」至今，同年共同創辦人 Winston（蘇煒翔，作爲YouTuber時以「BBC」為藝名）也在此時加入團隊，成為第一個正式員工。justfont把自家網站分成兩大塊，第一塊是經營中文雲端字型服務的官網（justfont.com （页面存档备份，存于）），第二塊則是justfont部落格（blog.justfont.com （页面存档备份，存于）），專門用來分享字體知識。由於當時市場上大部分只有英文網頁字型的嵌入服務，而 justfont 所提供的中文網頁字型嵌入服務正好可以改善這個狀況。
2014年，justfont出版了蘇煒翔和柯志杰合寫的中文字型專書《字型散步》。2015年，justfont宣佈會投入中文字型開發，設計混和明體、黑體風格融合的「jf 金萱」字體。為了籌措經費，justfont在2015年9月8日於群眾募資網站flyingV上發表專案，並成功募得2593萬元新臺幣。全團隊於2015年僅有四名正職員工。2016年8月推出金萱半糖時因程式問題遭到詬病，然問題在推出當天就獲得解決。後續開發進度如期完成，於2017年10月完成金萱三分糖，並於2018年10月完成金萱七分糖，至此承諾的回饋字型全部完成，金萱字型的開發期間從2014年至2018年，歷經四年全部完成。2018 年亦決定開發全新中文字型，為混和明體、圓體風格融合的「jf 金萱那提」字體，2018年8月23日開放早鳥預購，2019年11月1日正式釋出。

## 開發字體
- 金萱字型家族——粗細由「一分糖」至「九分糖」。
- 金萱那提家族
- 葉書體
- 熊谷奶奶
- 凝書體
- 粒線體
- 激燃體
- jf open 粉圆
- 蘭陽明體
- 道路體
- 洛神行書
- 精灵文（和书法家“做作的Daphne”合作出品）[10]

## 外部連結
- 官方网站
- justfont部落格 （页面存档备份，存于）